# Campeonato Paraguayo de Fútbol 1937
El Campeonato Paraguayo de Fútbol de 1937 fue la vigésima séptima edición del principal torneo de fútbol de Paraguay.
El campeón del torneo fue el Club Olimpia quienes obtuvieron su décimo campeonato en la primera categoría.

## Desarrollo
|  | Campeón. |

| Equipo                |
| --------------------- |
| Club Olimpia          |
| Club Libertad         |
| Club Cerro Porteño    |
| Club Sol de América   |
| Club Guaraní          |
| Atlántida Sports Club |
| Club Nacional         |
| Club River Plate      |
| Club Presidente Hayes |
| Atlético Corrales     |
| Sportivo Luqueño      |

| Bandera de Paraguay  |
| Campeón Club Olimpia |
| Décimo título        |